# Bible d'Étienne Harding
La Bible d'Étienne Harding est un manuscrit enluminé, en latin, de la Bible, réalisé à Cîteaux lorsque Étienne Harding en était l'abbé, entre 1109 et 1112. Il appartient à l'ensemble des Manuscrits de l'abbaye de Cîteaux, et est aujourd'hui conservé à la Bibliothèque municipale de Dijon (ms. 12 à 15) avec d'autres manuscrits de l'abbaye.

## Historique
La rédaction de cette bible réalisée sous la conduite d'Étienne Harding, élu à la charge d'abbé de Cîteaux en 1109. Le monitum ou avertissement situé à la fin du premier tome (f.150 du ms. 13) est daté de l'année 1109 et précise les conditions de réalisation du manuscrit. Il indique qu'il a procédé à la rédaction à partir de plusieurs textes afin de se rapprocher au plus près de la Vulgate de Jérôme de Stridon. Il indique aussi qu'il a fait appel à des Juifs expérimentés pour effectuer des comparaisons avec les textes hébraïques. Le second tome (ms.14-15) est achevé deux ans plus tard. Ce dernier a été copié par le même scribe que le manuscrit des Morales sur Job de Cîteaux daté lui par son colophon de 1111. Il s'agit de l'une des toutes premières réalisations du scriptorium de l'abbaye cistercienne. Le manuscrit est ensuite régulièrement utilisé lors de la liturgie monastique, notamment à l'occasion des lectures lors des repas comme l'indique une note marginale (Ms.14 f.166).
À la fermeture de l'abbaye à la Révolution française, les manuscrits de sa bibliothèque sont transférés à Dijon et conservés à la bibliothèque municipale.

## Description
La bible était à l'origine composée de deux tomes qui ont été reliés en 4 volumes :
- volume 1, ms.12 : 115 feuillets contenant les prologues de saint Jérôme et l'Octateuque.
- volume 2, ms.13 : 150 feuillets contenant les livres des Rois et des Prophètes, s'achevant par l'encyclique d'Étienne Harding (f.150v.)
- volume 3, ms.14 : 204 feuillets contenant les livres de Job, des Psaumes, des Proverbes, de l'Ecclésiaste, du Cantique des Cantiques, de Daniel, des Chroniques (Paralipomènes) I et II, d'Esdras I et II (Néhémie), d'Esther, de la Sagesse, de l'Ecclésiastique (Siracide), de Judith, de Tobie, des Maccabées I et II
- volume 4, ms.15 : 132 feuillets contenant le Nouveau Testament

Les mains de trois copistes ont été distinguées et ainsi que celles de deux enlumineurs. Le premier a réalisé les décorations du premier tome, composées uniquement de lettrines ornées de rinceaux, d'animaux et d'une seule tête humaine (ms 13, fol. 132v). Le second tome du manuscrit contient 2 miniatures en pleine page, 6 petites miniatures et 29 lettrines historiées qui montrent une grande influence de l'enluminure anglo-saxonne. Elles pourraient être l'œuvre d'un moine anglais et les historiens de l'art ont avancé l'hypothèse qu'il pourrait s'agir d’Étienne Harding lui-même.

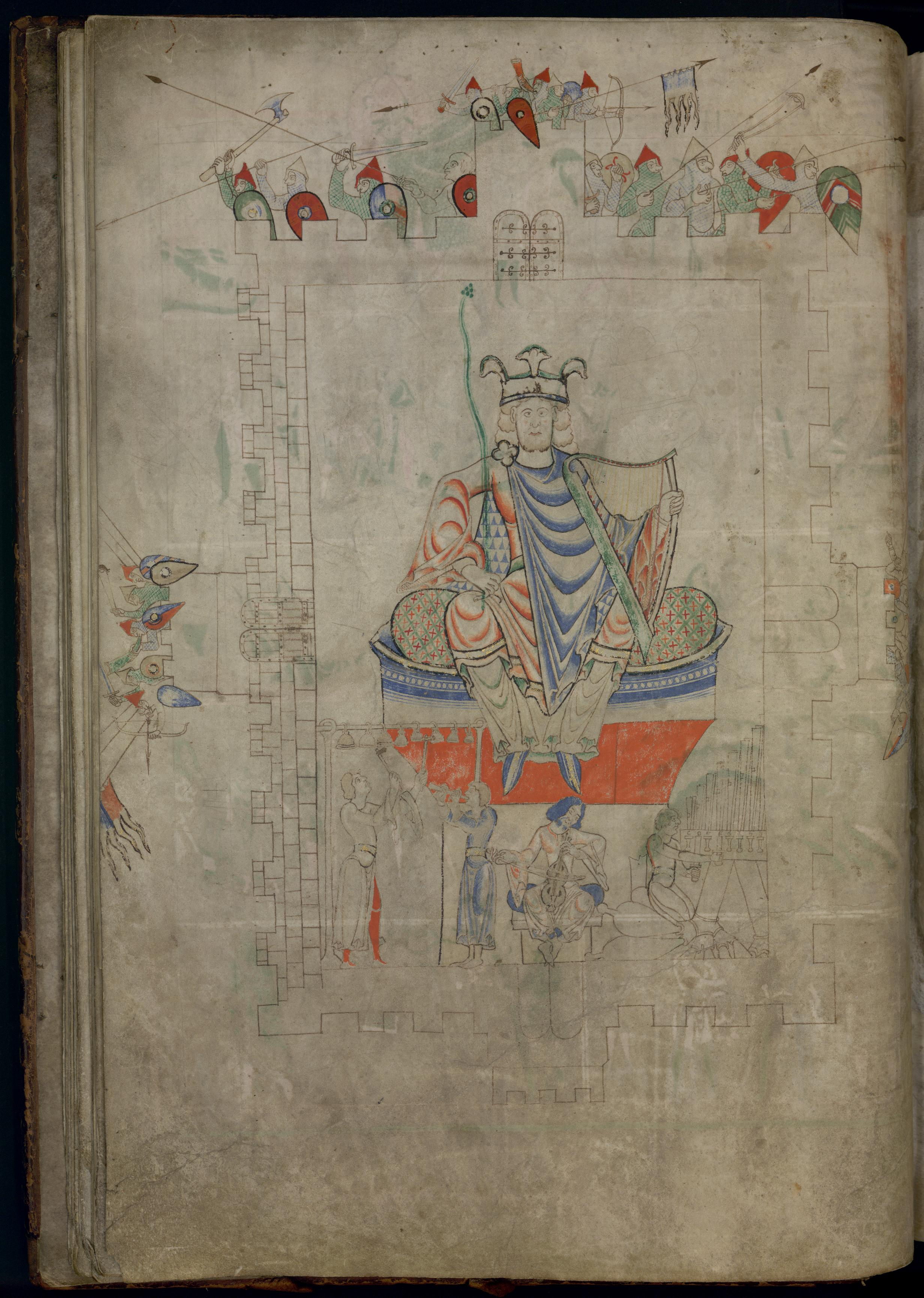
Le roi David musicien, miniature pleine page, Ms.14, f.13v.
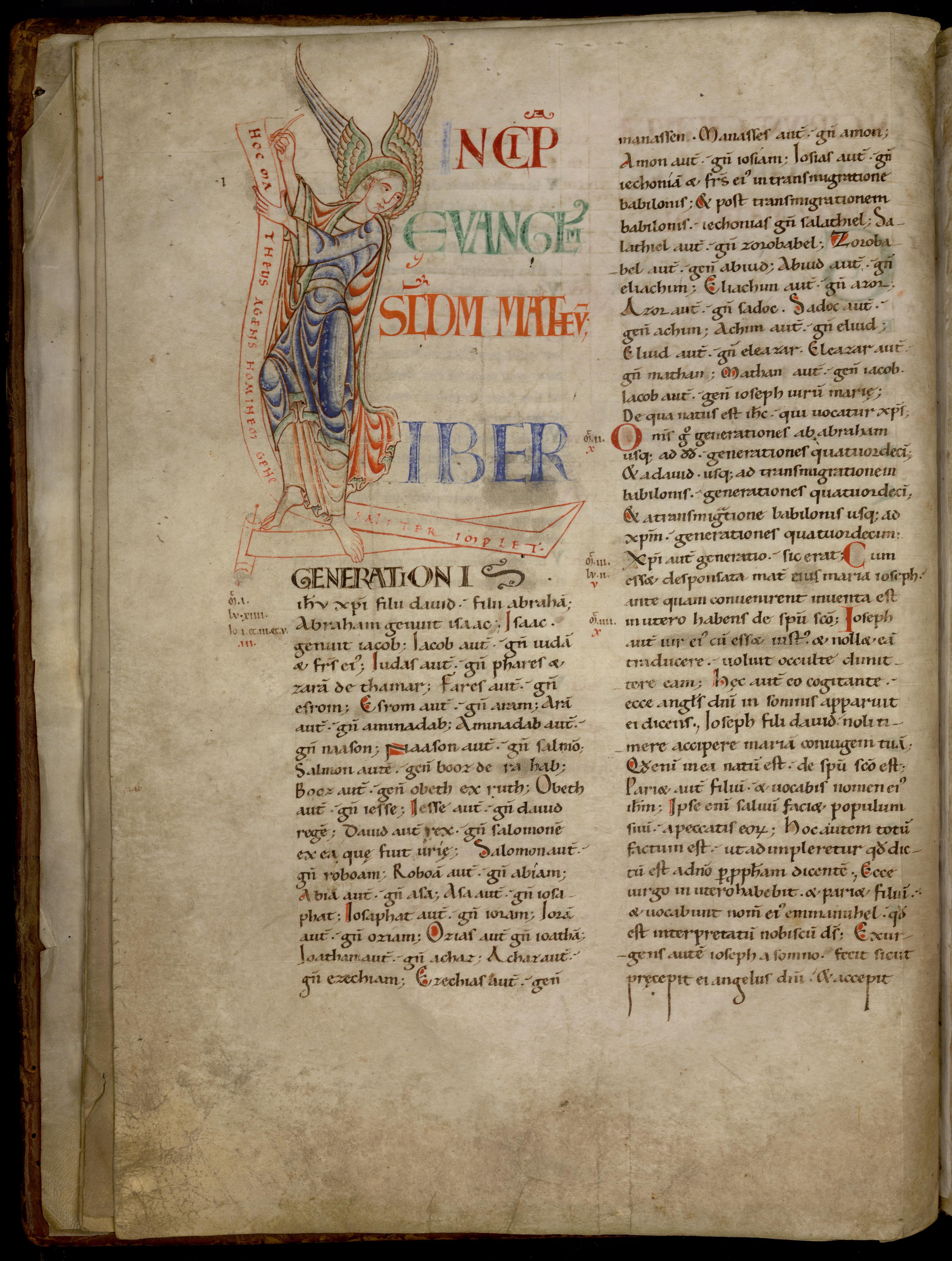
Début de l'Évangile selon saint Matthieu, ms 15., fol. 11v
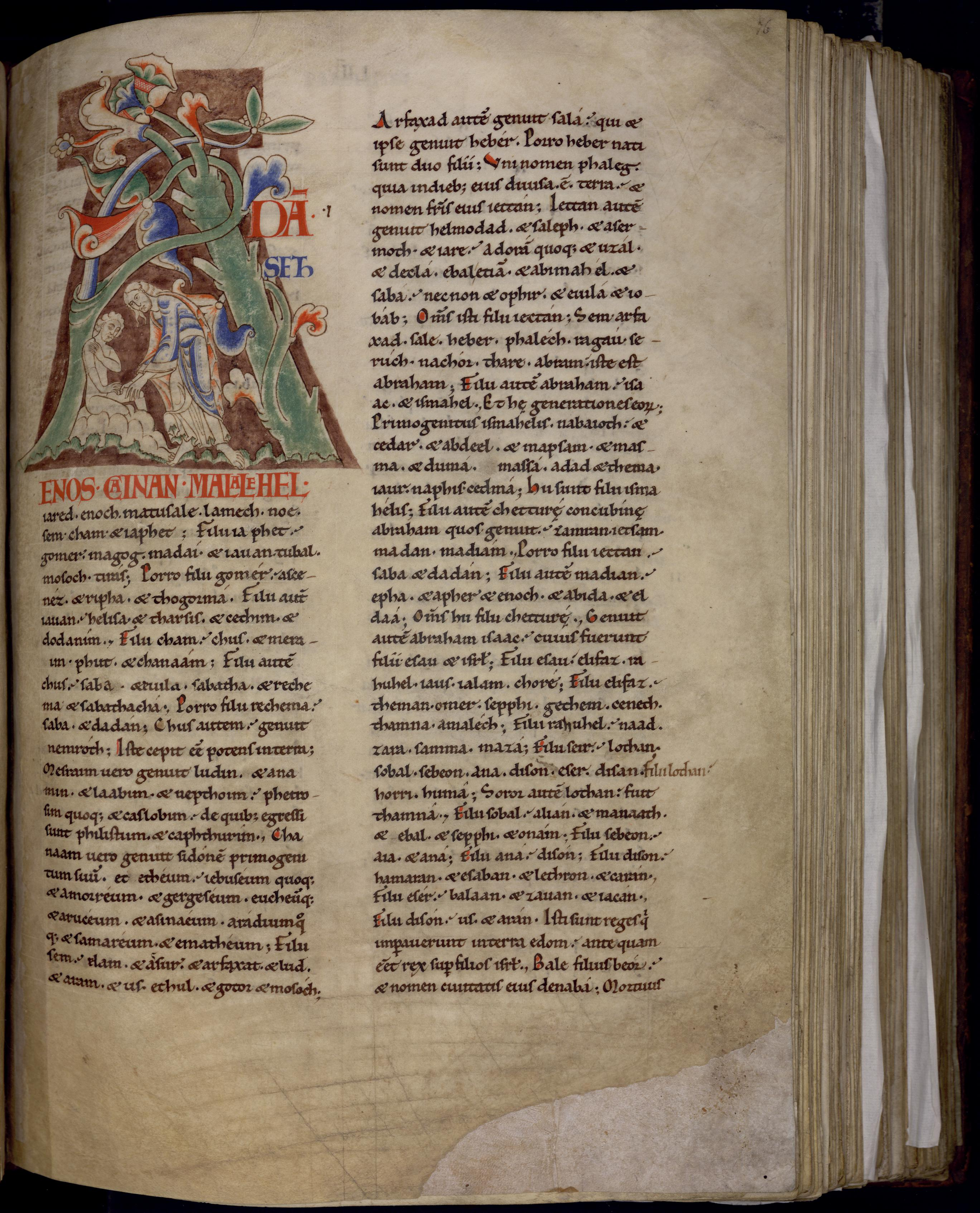
Création d'Adam, Ms.14.fol.76
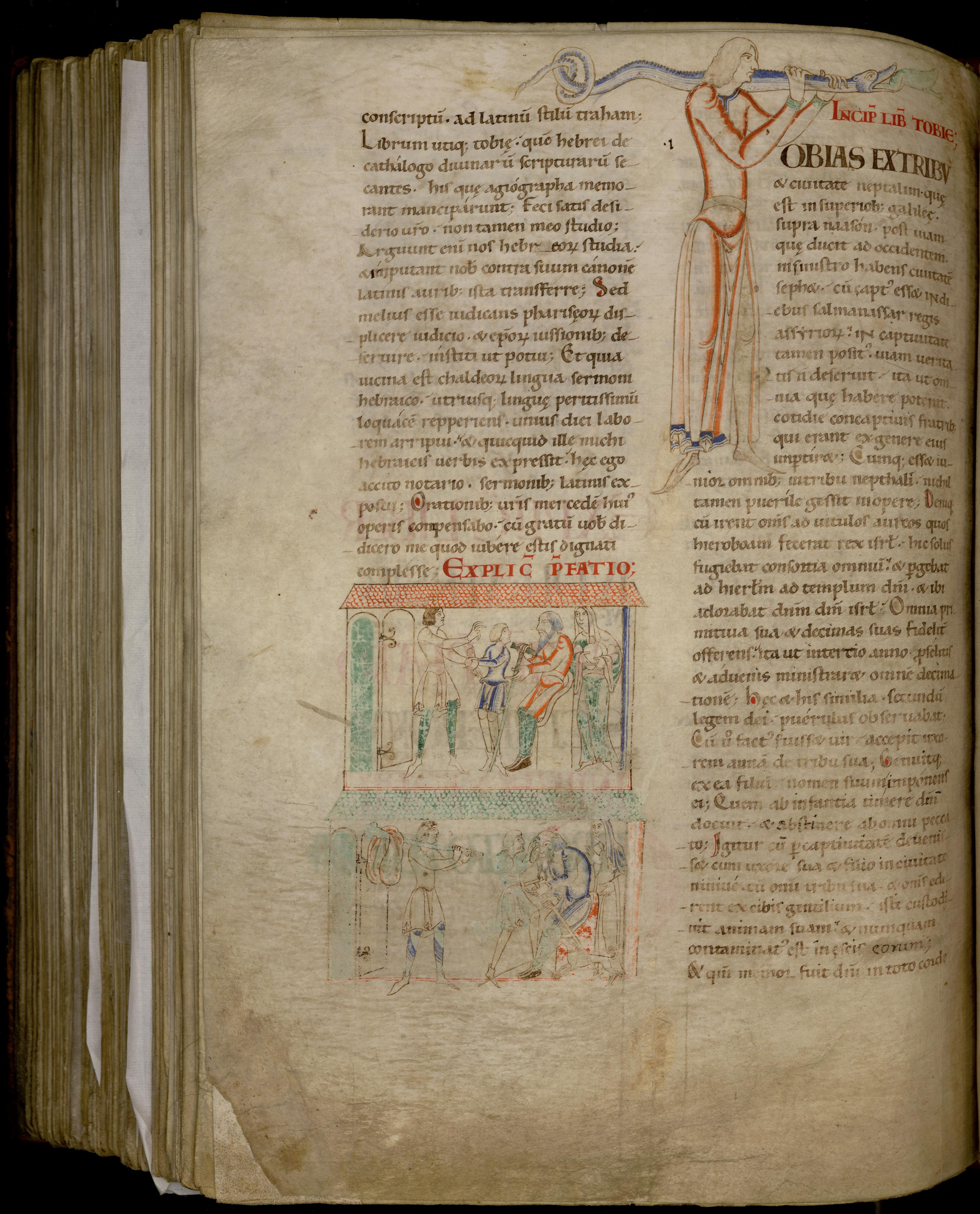
Départ et guérison de Tobit, MS.14, fol.165 V
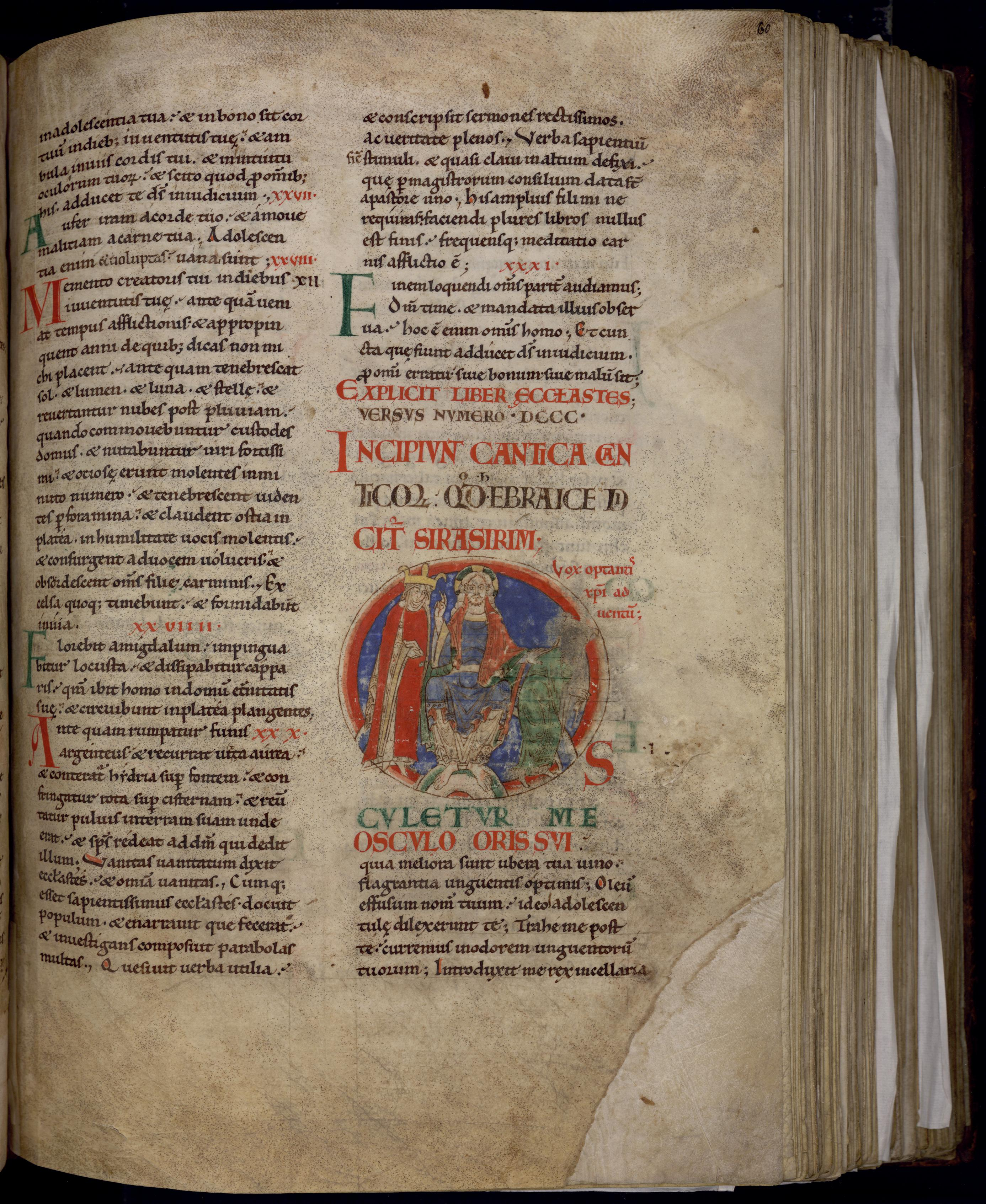
Christ en Ecclesia et Synagogue, MS.14, fol.060 R